# 楢柴肩衝
楢柴肩衝是中國南宋到元朝之間製作的一個茶罐，在日本與初花肩衝、新田肩衝並列為「天下三肩衝」的茶器之一（肩衝是一種在「肩部」水平外張的茶罐）。別名博多肩衝，高8.6cm左右。現已不存。
釉色是濃厚的茶色，其名稱由來是因為濃厚的日文「濃い（こい）」與音近，並因而自《萬葉集》中的取名為楢柴。據說千利休的高徒山上宗二曾對楢柴發出天下一品之壺的絕讚。

## 沿革
楢柴肩衝從中國輸入日本後，成為足利義政的所有物，在他死後經過村田珠光、鳥居引拙及堺的商人等人之手後，來到了博多的島井宗室手上。織田信長也想要這個名物，便以保護其商業買賣為條件要求島井宗室獻上楢柴，但隨著本能寺之變而無法實現。
在那之後，大友宗麟曾多次表示願意花大錢請求讓出楢柴，但都遭到島井宗室拒絕。後來大友氏衰退，將勢力伸入博多所在的筑前國的秋月種實也想要這個名物。為此秋月氏送上了大豆百俵，換算下來楢柴的價值大約是當時的3000貫，現在的價值則大約有数億日圓以上，宗室等博多商人因為受到秋月氏武力行使的影響，楢柴遂以半脅迫的形式為秋月氏所奪。但楢柴在秋月種實手上的時間並不長，後來在九州征伐之際，隸屬於島津氏的秋月氏將楢柴作為投降證明將之獻給了豐臣秀吉，使得天下三肩衝全為秀吉之物。後來在秀吉臨終之際，楢柴被授予德川家康而成為德川家的所有物，而後在明曆三年（1657年）的明曆大火中楢柴被從江戶城天守閣燒過的殘骸中找出來並加以修復，但在移回寶物庫之後就下落不明。